# 董卓進京
董卓进京是指東漢末年董卓進入洛陽控制東漢朝政以及罷黜何太后、劉辯擁戴漢獻帝的歷史事件。

## 士宦矛盾
漢桓帝、漢灵帝年間, 宦官執政, 士大夫羞与为伍, 並發動清议，試圖通過輿論手段批判宦官。宦官則發動黨錮之禍，將李膺等人逮捕入獄。中平元年（184年），汉阳人阎忠劝说東漢將領皇甫嵩攻入首都洛阳, 清除宦官並代汉称帝，但被皇甫嵩拒絕。中平五年（188年）, 陈蕃之子陈逸等人又勸說冀州刺史王芬趁漢灵帝來到河间國老家之機廢除漢靈帝，但最終政變破產。

## 董卓進京
中平六年四月（189年5月13日）, 漢灵帝去世, 劉辯继位, 何太后临朝称制。同年八月, 何太后之兄大將軍何进與袁绍預謀殺死宦官，準備讓并州牧董卓、武猛都尉丁原等人率軍進入首都威脅何太后剷除宦官，結果何进反为宦官所杀。何進下屬吴匡、袁术等人得知，進攻皇宮，焚燒南宫。皇宮內2000多名宦官被殺。剩下的宦官於是劫持何太后和劉辯逃亡至北宫，結果宦官途中遇到卢植並被卢植斥責。中常侍段珪等人害怕，釋放何太后並繼續劫持劉辯及陈留王劉協逃至小平津。董卓聽說劉辯位於北芒, 於是前往迎接劉辯。之後董卓率領三千步骑來到洛陽，迅速控制了洛阳的军队，又逼迫何太后廢除劉辯並擁戴劉協繼位。袁绍、卢植等人反對董卓廢立皇帝。中平六年九月甲戍（189年9月28日）, 漢獻帝登基。不久董卓把何太后趕到永安宫。九月丙子（189年9月30日），董卓杀死何太后。董卓上台后大批征用在黨錮之禍期間被迫害的党人名士，不過由於董卓以暴力夺权，並且纵容军士在洛阳附近杀掳奸淫，引起社會各階層極大不滿，因此党人名士拒绝合作並公开与董卓决裂，最終引發董卓討伐戰。